# أحمد عبد العزيز الزيات
أحمد عبد العزيز الزيَّات (ولد 1325 هـ / 1907 م) عالم مقرئ مصري وإمام في القراءات.

## مسيرة الشيخ العلمية .. والدعوية
وُلد أحمد عبد العزيز بن أحمد بن محمد الزيات الأزهري المصري المدني الضرير، عام 1325هـ/ 1907م.
التحقَ بالأزهر الشريف بعد أن حفظ القرآن الكريم وحصل على كثير من العلوم العربية والشرعية، ثم أخذ القراءات العشر الصغرى من طريقي الشاطبية والدرة، والعشر الكبرى من طريق طيبة النشر عن كل من الشيخين الكبيرين: الشيخ خليل الجنايني وفضيلة العلامة الشيخ عبد الفتاح هنيدي، وهما قد أخذا عن العلامة شيخ الديار المصرية في القراءة والإقراء في وقته الشيخ محمد بن أحمد الشهير بالمتولي
كانت مسيرته العلمية حافلة بالعطاء والخير والبركة فقد جلس الشيخ للإقراء بمنزله بجوار الأزهر الشريف بالقاهرة وانقطع له مدة ثم اختير مدرساً للقراءات بقسم تخصص القراءات التابع لكلية اللغة العربية بالأزهر الشريف وظل هكذا إلى أن أحيل للتقاعد. في عام 1985م اختير مدرّساً للقراءات في الجامعة الإسلامية بالمدينة المنورة ، ثم مستشاراً علمياً لمجمع الملك فهد لطباعة المصحف الشريف بالمدينة المنوّرة.. وفي عام 2001م عاد إلى مصر.
ومن أقرانه المبرزين في العلم وإخوانه المشهورين في أسانيد إجازات القراءات في مصر الشيخ محمد علي خلف الحسيني الحداد شيخ عموم المقارئ المصرية - في وقته - والعلامة الشيخ علي محمد الضباع الذي ولي الشيخ محمد على خلف الحسيني في رئاسة مشيخة المقارئ بالديار المصرية والمحقق الكبير الشيخ على سبيع ومن في طبقهم. وذلك لأن أولهم قرأ على عمه العلامة الشيخ حسن خلف الحسيني. والثاني أخذ عن الأستاذين الشيخ حسن الكتبي والشيخ الخطيب الشعار والشيخ محمد بن أحمد المعروف بالمتولي، فالتقت أسانيدهم مع إسناد الشيخ الزيات من هذا الوجه فصاروا أقرانه بذلك وإن تقدمه بعضهم في السن.

## مؤلفاته
صنف الشيخ عددا من الكتب منها:
1. تنقيح فتح الكريم في تحرير أوجه القرآن العظيم من طريق طيبة النشر، نظم سلس وهو من أنفس كتب تحرير طيبة النشر.
2. شرح تنقيح فتح الكريم، وهو مخطوط ينقله كل من أخذ عنه القراءات العشر من طريق طيبة النشر.
3. تحقيق عمدة العرفان للإمام الأزميري مشاركة مع تلميذه العلامة المحقق الشيخ جابر المصري.

## من تلامذته
تلامذة الشيخ خلق كثير يخطئهم العد من الديار المصرية وخارجها.. حصلوا منه على إجازات في التجويد والقراءات السبع والعشر الصغرى والكبرى، فمن أشهر تلامذته الذين قرأوا عليه القراءات العشر الكبرى:
1. محمد محمد جابر المصري.
2. محمد إسماعيل الهمداني.
3. عبد الحكيم عبد اللطيف.
4. محمود سيبويه بدوي.
5. محمود عبد الخالق جادو.
6. عبد الرافع رضوان الشرقاوي.
7. عبد الرازق علي إبراهيم موسى.
8. عبد الفتاح السيد عجمي المرصفي.
9. عبد المحسن شطا، من علماء الأزهر وكان شيخ قسم القراءات التابع لكلية اللغة العربية.
10. عبد العزيز أحمد محمد إسماعيل.
11. أيمن سويد.
12. قاسم أحمد عفيفي الدجويّ، من علماء الأزهر وكان مدرساً بقسم تخصص القراءات.
13. محمد تميم الزعبي.
14. أحمد مصطفى دكتور جامعى
15. عبد الرحيم بن عبد السلام نبولسي

وممن قرأ عليه العشر الصغرى أي من طريق الشاطبية والدرة:
1. حازم سعيد حيدر الكرمي

وممن قرأ عليه:
1. أحمد شعبان الشهير بأحمد ثابت مدرس مساعد بكلية دار العلوم جامعة الفيوم
2. عبد الله المهيب
3. غالب بن محمد المزروع.
4. عبدالرحيم بن محمد الحافظ العلمي (المدرس بالمسجد النبوي وكلية القران بالمدينة المنورة سابقا )

وكان باب الشيخ مفتوحاً يقرئ القراءات لطلابه يرحلون إليه من كلِّ أقطار الأرض لأنه أعلى القراء إسناداً في مصر في هذا العصر.. ومن صفاته التي ذكرها تلميذه الشيخ الدكتور أيمن سويد، قال: كان عفيفَ اللِّسان، لا يَغتابُ أحداً، ولا يَسمح لأحدٍ أن يغتاب عنده، وكان حريصاً على طلبته، حنوناً عليهم ودوداً معهم.

## وفاته
بعد حياة دامت تسعة وتسعين عاماً في خدمة القرآن وأهله توفي في صبيحة يوم الأحد السادس عشر من شعبان سنة 1424هـ الموافق 11/ 10/ 2003م، وصلّى عليه بالجامع الأزهر تلميذه الشيخ عبد الحكيم عبد اللطيف شيخ مقرأة الجامع الأزهر بالقاهرة.